# Herbert Drescher
Herbert Drescher (geboren 30. August 1910 in Pogorzela, Deutsches Reich; gestorben 20. März 2002 in Heidelberg) war ein deutscher Wirtschaftswissenschaftler. 

## Leben
Herbert Drescher wurde im Kreis Koschmin in der Provinz Posen geboren. Er besuchte das Reformrealgymnasium in Forst (Lausitz) und machte 1931 eine kaufmännische Lehre bei der Elektro-Werke-A.G. in Zschornewitz. Drescher studierte ab 1931 Wirtschaftswissenschaften und die englische und polnische Sprache an der Handelshochschule Berlin und machte 1935 die Prüfung zum Diplom-Handelslehrer. Er wurde 1939 promoviert. 
Drescher trat zum 1. Februar 1932 der NSDAP bei (Mitgliedsnummer 924.743), war Mitglied im NSDStB und wurde 1933 Mitglied der SA, in der Partei erreichte er den Rang eines Abschnittsleiters. Von Mai 1935 bis März 1937 war er Referent für Polen und die baltischen Staaten im Presseamt des Außenpolitischen Amtes der NSDAP (APA) und wurde, nach einem neunmonatigen Intermezzo im Forschungsamt des Reichsluftfahrtministeriums, im Februar 1938 stellvertretender Leiter des Presseamtes und Hauptstellenleiter Innendienst und Länderreferate im APA. Im September 1939 war er als Übersetzer bei der Zivilverwaltung des Armeeoberkommandos VIII in Breslau und Łódź am Überfall auf Polen beteiligt und ging im November 1939 als Pressezensor in die Verwaltung des Generalgouvernements im besetzten Krakau.
Drescher war ab Juli 1941 im Range eines Regierungsrats persönlicher Referent Georg Leibbrandts in der Hauptabteilung Politik des Reichsministeriums für die besetzten Ostgebiete, Leibbrandt nahm im Januar 1942 an der Wannseekonferenz teil, Vertreter Leibbrandts war Otto Bräutigam. Drescher erhielt 1942 das Kriegsverdienstkreuz II. Klasse.
Drescher war ab Februar 1943 Soldat bei der Kriegsmarine und wurde nach Kriegsende von der britischen Besatzungsmacht als Übersetzer beim Deutschen Minenräumdienst in Glücksburg (Ostsee) verpflichtet. Im September 1945 kam er in den automatic arrest für mutmaßliche Kriegsverbrecher in den Internierungslagern Gadeland und Eselsheide. Im September 1947 wurde er im Rahmen der Ermittlungen zum Wilhelmstraßenprozess in Nürnberg vernommen.
Nach seiner Freilassung wurde er im April 1947 durch den Entnazifizierungshauptausschuss Olpe als „entlastet“ eingestuft und begann im Mai 1948 als Diplom-Handelslehrer an der Kreisberufsschule Olpe zu unterrichten. 1949 zog er nach Eberbach und arbeitete bis 1963 als  kaufmännischer Angestellter und später Handlungsbevollmächtigter bei Brown, Boveri & Cie. in der Abteilung Leitungsbau in Mannheim. Im September 1964 wurde er Dozent, Studiendirektor und später Professor für Betriebswirtschaftslehre an der Fachhochschule für Wirtschaft in Pforzheim. 1970 wurde er wegen seiner Aktivitäten im Nationalsozialismus von der Staatsanwaltschaft am Kammergericht Berlin vernommen.
Im Ruhestand ab 1975 widmete er sich der Geschichte und Landeskunde Polens und wurde 1987 Mitglied der Historisch-Landeskundlichen Kommission für Posen und das Deutschtum in Polen.

## Schriften (Auswahl)
- Organisation und wirtschaftliche Grundlagen der Polnischen Telegraphen-Agentur. Gräfenheinichen, 1942. Berlin, Wirtsch.-H., Diss., 1940[2]
- Maximilian Freiherr du Prel (Hrsg.): Die Polen vor Berlin : Deutschland im Spiegel der polnischen Kriegspropaganda. Bearbeitet von Herbert Drescher. Krakau : Buchverlag Ost, 1940
- Stadt und Herrschaft Krotoschin in der Zeit des Königreichs Polen. Pforzheim: H. Drescher Selbstverlag, 1979
- (Bearbeiter): Warschau und Modlin im Polenfeldzug 1939 : Berichte und Dokumente. Einleitung Horst Rohde. Pforzheim : H. Drescher, 1991
- Die Stadt Pogorzela im Wandel der Zeiten. Heidelberg : H. Drescher, 2001